# حمدي قزقز
حمدي قزقز سياسي ومهندس تونسي من مواليد 1964 بمدينة مساكن بولاية سوسة الساحلية بالجمهورية التونسية تم تعيينه يوم 28 ماي 2015 مكلفا بالتصرف العام بمكتب مجلس نواب الشعب التونسي برئاسة محمد الناصر . وقد كان حمدي قزقز قبل توليه مهامه نائبا عن حركة نداء تونس عن ولاية سوسة بعد فوزه بمقعد أثناء الإنتخابات التشريعية في تونس التي جرت أواخر 2014

## التكوين الدراسي
تحصل حمدي قزقز على شهادة الباكالوريا التونسية من من المعهد الثانوي بمساكن سنة 1986 في شعبة العلوم ثم اتم تكوينه الدراسي في المعهد الوطني لمواد البناء ببومرداس الجزائر أين تحصل على شهادة مهندس أشغال دولة سنة 1992

## الحياة المهنية
تولى حمدي قزقز المواقع التالية
مهندس بوزارة الصناعة التونسية (1992 -1995)
رئيس مصلحة الدراسات والنهوض بالتكنولوجيا بوزارة الصناعة (1998 - 2000)
رئيس مصلحة المشاريع بوزارة الصناعة (2000 - 2003)
كاهية مدير مؤسسات المساندة بوزارة الصناعة (2003 - 2007)
مدير المحيط الصناعي (2007 - 2010)
مدير عام وحدة التّصرف في الميزانية حسب الأهداف لإنجاز برنامج دعم القدرة التنافسية للمؤسسات وتسهيل النفاذ للأسواق بوزارة الصناعة (2010 - 2012)
مدير عام المركز الفني للتعبئة والتغليف بوزارة الصناعة (2012 - 2014)

## الحياة السياسية
إنخرط حمدي قزقز في حركة نداء تونس في ولاية سوسة . وقد تم تقديمه كمرشح عن قائمة هذا الحزب لخوض غمار الإنتخابات التشريعية في تونس وقد فاز بمقعد. وفي ماي 2015 تم تعيينه مكلفا بالتصرف العام لدى مكتب مجلس نواب الشعب التونسي